# Liste der Baudenkmale in Niedernwöhren
In der Liste der Baudenkmale in Niedernwöhren sind die Baudenkmale der niedersächsischen Gemeinde Niedernwöhren aufgelistet. Die Quelle der Baudenkmale ist der Denkmalatlas Niedersachsen. Der Stand der Liste ist der 30. Mai 2020.

## Allgemein
In den Spalten befinden sich folgende Informationen:
- Lage: die Adresse des Baudenkmales und die geographischen Koordinaten. Kartenansicht, um Koordinaten zu setzen. In der Kartenansicht sind Baudenkmale ohne Koordinaten mit einem roten Marker dargestellt und können in der Karte gesetzt werden. Baudenkmale ohne Bild sind mit einem blauen Marker gekennzeichnet, Baudenkmale mit Bild mit einem grünen Marker.
- Bezeichnung: Bezeichnung des Baudenkmales
- Beschreibung: die Beschreibung des Baudenkmales. Unter § 3 Abs. 2 NDSchG werden Einzeldenkmale und unter § 3 Abs. 3 NDSchG Gruppen baulicher Anlagen und deren Bestandteile ausgewiesen.
- ID: die Objekt-ID des Baudenkmales
- Bild: ein Bild des Baudenkmales, ggf. zusätzlich mit einem Link zu weiteren Fotos des Baudenkmals im Medienarchiv Wikimedia Commons. Wenn man auf das Kamerasymbol klickt, können Fotos zu Baudenkmalen aus dieser Liste hochgeladen werden:

## Niedernwöhren
| Lage                                                    | Bezeichnung              | Beschreibung | ID       | Bild |
| ------------------------------------------------------- | ------------------------ | --- | -------- | ---- |
| Dorfstraße 25, Niedernwöhren 52° 21′ 10″ N, 9° 9′ 15″ O | Leibzucht                | Wohn- und Wirtschaftsgebäude von 1888 mit Giebelwand in Ziegel und die traufseitigen Wände sowie die Rückwand in Fachwerk, das mit rotem Backstein ausgemauert ist. Diente als Leibgedinge. Das Kammerfach ist zweigeschossig und das rückwärtige Dielentor war auf die Ackerflächen ausgerichtet. Nach einem 2016 geplanten Abriss erfolgte eine Sanierung. | 36245100 | BW   |
| Dorfstraße 39, Niedernwöhren 52° 21′ 10″ N, 9° 9′ 29″ O | Leibzucht                | | 36246056 | BW   |
| Dorfstraße 39, Niedernwöhren 52° 21′ 11″ N, 9° 9′ 29″ O | Stall                    | | 36246036 | BW   |
| Dorfstraße 39, Niedernwöhren 52° 21′ 10″ N, 9° 9′ 30″ O | Wohn-/Wirtschaftsgebäude | | 36245120 | BW   |
| Hauptstraße, Niedernwöhren 52° 21′ 19″ N, 9° 8′ 31″ O   | Kriegerdenkmal           | | 36245184 | BW   |
| Landwehr 1, Niedernwöhren 52° 22′ 16″ N, 9° 7′ 42″ O    | Forstamt                 | Forstamt Landwehr | 36245205 | BW   |
| Landwehr 2, Niedernwöhren 52° 22′ 19″ N, 9° 7′ 43″ O    | Forstamt                 | Forstamt Landwehr | 36245227 | BW   |
| Landwehrallee, Niedernwöhren 52° 21′ 23″ N, 9° 6′ 57″ O | Wohn-/Verwaltungsgebäude | Forstgehöft Brand | 36246876 | BW   |
| Landwehrallee, Niedernwöhren 52° 21′ 23″ N, 9° 6′ 57″ O | Wirtschaftsgebäude       | Forstgehöft Brand | 36246896 | BW   |